# Kedrick Brown
Albert Kedrick Brown (Zachary, 18 marzo 1981) è un ex cestista statunitense, professionista nella NBA e in Europa.

## Carriera

### Università
Dopo essere uscito dalla Zachary High School, svolge il periodo universitario presso l'Okaloosa-Walton Community College, in Florida. Qui vi resta fino al 2001, sfiorando i 23 punti di media nel suo ultimo anno di permanenza.

### Il draft e l'NBA
Brown fu l'11ª scelta del draft NBA 2001, chiamato dai Boston Celtics al primo giro, prima di giocatori All-Star come Tony Parker o Gilbert Arenas. La sua esperienza con i biancoverdi dura tre anni, durante i quali oscilla tra i 2,2 e i 5,2 punti a gara. Nel dicembre 2003 viene scambiato ai Cleveland Cavaliers insieme a Tony Battie e Eric Williams in cambio di Ricky Davis, Chris Mihm, Michael Stewart e una seconda scelta futura: con Cleveland scende quindi in campo in 34 occasioni, mantenendo una media di 5,3 punti. Nel luglio 2004 viene coinvolto in un nuovo scambio, passando insieme a Kevin Ollie ai Philadelphia 76ers in cambio di Eric Snow: tuttavia con la nuova maglia disputa solamente 8 partite, complice un problema alla schiena.

### Il periodo post-NBA
Abbandonata l'NBA, Brown osserva un periodo di inattività, terminato nel 2007 con l'ingaggio nella lega di sviluppo della NBA, ovvero la D-League. Con gli Anaheim Arsenal disputa 49 incontri, prima di eseguire un provino in Cina tra le file dei Qingdao DoubleStar. In seguito ritorna ad Anaheim, dove fa registrare 17,9 punti e 6,7 rimbalzi di media.